# 21736 Samaschneid
A 21736 Samaschneid (ideiglenes jelöléssel 1999 RW149) a Naprendszer kisbolygóövében található aszteroida. A LINEAR projekt keretében fedezték fel 1999. szeptember 9-én.